# Zaza Pachulia
Zaur « Zaza » Pachulia (en géorgien: ზაზა ფაჩულია), né le 10 février 1984 à Tbilissi en Géorgie, alors en URSS, est un ancien joueur géorgien de basket-ball qui évoluait au poste de pivot.
Il remporte deux titres de champion NBA en 2017 et 2018 avec les Warriors de Golden State.
Zaza Pachulia est également réputé pour être un "dirty player", un joueur dont le style de jeu agressif et dangereux a marqué la NBA, souvent pour les mauvaises raisons. Il est surtout connu pour l'action controversée qui a blessé Kawhi Leonard lors du Game 1 des Finales de Conférence Ouest en 2017. En s'avançant de manière brutale et calculée sous les pieds de Leonard alors qu’il retombait d’un tir, Pachulia a causé une rechute de blessure à la cheville du joueur vedette des Spurs, qui ne reviendra plus de toute la série offrant ainsi un boulevard aux Warriors pour balayer San Antonio 4-0.
Cette action a été largement condamnée par la ligue et les fans, et même par l'entraîneur Gregg Popovich, qui n’a pas mâché ses mots, comparant la situation à de la "négligence criminelle". La controverse a été telle que la NBA a instauré une règle officieuse surnommée la "Zaza rule", en référence directe à Pachulia. Depuis la saison 2017-2018, cette règle permet aux arbitres de sanctionner plus sévèrement les closeouts jugés dangereux, même sans intention claire de blesser. Une reconnaissance implicite par la ligue que l’action de Zaza relevait d’un excès inacceptable.
Aujourd’hui encore, le nom de Zaza Pachulia reste associé à cette image de joueur prêt à tout, même à mettre en danger l’intégrité physique de ses adversaires, pour gagner un match.

## Biographie

### Ülker İstanbul (2000-2003)
Adolescent, Zaza est un basketteur renommé en Géorgie. À l'âge de 15 ans seulement, il est recruté par le club professionnel turc Ülkerspor.

### Magic d'Orlando (2003-2004)
Le 26 juin 2003, alors âgé de 19 ans, il est drafté par le Magic d'Orlando en 42e position.
Le 24 juillet 2003, il signe un contrat avec le Magic.

### Bucks de Milwaukee (2004-2005)
Le 22 juin 2004, il est choisi pour intégrer l'effectif de la nouvelle équipe NBA des Bobcats de Charlotte.
Le 23 juin 2004, i est transféré aux Bucks de Milwaukee contre un second tour de draft 2004.

### Hawks d'Atlanta (2005-2013)
Le 8 août 2005, il est recruté par les Hawks d'Atlanta. Pour sa première saison aux Hawks, il est le titulaire au poste de pivot, réalisant des statistiques de 11,7 points et 7,9 rebonds de moyenne par match.
Au cours de la saison suivante, il perd son statut de titulaire.
Le 10 juillet 2013, les Hawks renoncent à leurs droits sur le contrat de Zaza Pachulia et le laissent libre de s'engager où il le souhaite.

### Bucks de Milwaukee (2013-2015)
Le 17 juillet 2013, il signe un contrat avec les Bucks de Milwaukee où il a déjà évolué en 2004-2005.

### Mavericks de Dallas (2015-2016)
Le 9 juillet 2015, il est transféré aux Mavericks de Dallas contre un second tour de draft et une somme d'argent.
Le 1er juillet 2016, les Mavericks ne conservent pas Pachulia et le laisse libre.

### Warriors de Golden State (2016-2018)
Le 12 juillet 2016, il est recruté par les Warriors de Golden State. Pivot titulaire en 2017, il devient champion NBA avec les Warriors lors de leur épopée victorieuse en 2017.
Le 8 juillet 2017, il signe un nouveau contrat d'un an avec les Warriors.
Le 7 septembre 2017, il met un terme à sa carrière internationale avec la Géorgie après l'élimination de son équipe à l'EuroBasket 2017.

### Pistons de Détroit (2018-2019)
Devenu agent libre à la fin de la saison 2017-2018, Zaza Pachulia signe un contrat de 2,4 millions de dollars pour une saison avec les Pistons de Détroit le 9 juillet 2018.

### Retraite
À la fin de la saison 2018-2019, il prend sa retraite sportive et retourne chez les Warriors de Golden State dans un rôle de consultant dans le staff de l'équipe.

## Palmarès
- Champion NBA en 2017 et 2018 avec les Warriors de Golden State.
- Champion de la Conference Ouest en 2017 et 2018 avec les Warriors de Golden State.
- Champion de la Division Pacifique en 2017 et 2018 avec les Warriors de Golden State.

## Records sur une rencontre en NBA
Les records personnels de Zaza Pachulia en NBA sont les suivants, :
| Type de statistique        | Saison régulière | Saison régulière            | Saison régulière  | Playoffs | Playoffs                  | Playoffs      |
| Type de statistique        | Record           | Adversaire                  | Date              | Record   | Adversaire                | Date          |
| -------------------------- | ---------------- | --------------------------- | ----------------- | -------- | ------------------------- | ------------- |
| Points                     | 27               | Wizards de Washington       | 7 mars 2007       | 16       | @ Bucks de Milwaukee      | 24 avril 2010 |
| Paniers marqués            | 11               | Kings de Sacramento         | 19 mars 2007      | 6        | @ Bucks de Milwaukee      | 24 avril 2010 |
| Paniers tentés             | 17               | 3 fois                      | 3 fois            | 10       | Heat de Miami             | 19 avril 2009 |
| Paniers à 3 points réussis | -                | -                           | -                 | -        | -                         | -             |
| Paniers à 3 points tentés  | 2                | @ Rockets de Houston        | 25 janvier 2010   | 1        | 2 fois                    | 2 fois        |
| Lancers francs réussis     | 12               | Raptors de Toronto          | 3 janvier 2006    | 6        | 4 fois                    | 4 fois        |
| Lancers francs tentés      | 14               | Raptors de Toronto          | 3 janvier 2006    | 8        | 2 fois                    | 2 fois        |
| Rebonds offensifs          | 18               | @ Nets de Brooklyn          | 20 mars 2015      | 6        | @ Heat de Miami           | 27 avril 2009 |
| Rebonds défensifs          | 16               | @ Trail Blazers de Portland | 1er décembre 2015 | 12       | @ Heat de Miami           | 27 avril 2009 |
| Rebonds totaux             | 21               | 2 fois                      | 2 fois            | 18       | @ Heat de Miami           | 27 avril 2009 |
| Passes décisives           | 10               | @ Timberwolves du Minnesota | 11 mars 2014      | 9        | @ Thunder d'Oklahoma City | 25 avril 2016 |
| Interceptions              | 5                | 3 fois                      | 3 fois            | 6        | Bulls de Chicago          | 25 avril 2015 |
| Contres                    | 4                | Clippers de Los Angeles     | 23 février 2017   | 2        | 3 fois                    | 3 fois        |
| Balles perdues             | 8                | Cavaliers de Cleveland      | 27 décembre 2006  | 4        | @ Cavaliers de Cleveland  | 7 juin 2017   |
| Minutes jouées             | 54               | Jazz de l'Utah              | 25 mars 2012      | 35       | @ Cavaliers de Cleveland  | 7 mai 2009    |

- Double-double : 114 (dont 2 en playoffs)
- Triple-double : 0

## Pour approfondir